# Ernest Torrence
Pour les articles homonymes, voir Torrence.
Ernest Torrance Thomson, dit Ernest Torrence (26 juin 1878 Édimbourg, Écosse - 15 mai 1933 New York, États-Unis), est un acteur écossais à la stature imposante d'1,93 m.

## Filmographie partielle
- 1921 : David l'endurant (Tol'able David) de Henry King
- 1922 : The Prodigal Judge de Edward José
- 1922 : La Chaîne brisée (Broken Chains) de Allen Holubar
- 1922 : West of the Water Tower de Rollin S. Sturgeon
- 1923 : Notre-Dame de Paris (The Hunchback of Notre Dame) de Wallace Worsley
- 1923 : La Bouteille enchantée (The Brass Bottle) de Maurice Tourneur
- 1923 : Ruggles of Red Gap de James Cruze
- 1924 : Peter Pan de Herbert Brenon
- 1924 : Le Capitaine Blake (The Fighting Coward) de James Cruze
- 1925 : Le Démon de minuit (Night Life of New York)  de Allan Dwan.
- 1925 : Le Fils prodigue (The Wanderer) de Raoul Walsh
- 1925 : The Pony Express de James Cruze
- 1926 : Vénus moderne (The American Venus) de Frank Tuttle
- 1926 : Mantrap de Victor Fleming
- 1926 : The Rainmaker de Clarence G. Badger
- 1926 : The Blind Goddess de Victor Fleming
- 1927 : Le Bateau ivre (Twelve Miles Out), de Jack Conway
- 1927 : Le Roi des rois (The King of Kings) de Cecil B. DeMille
- 1927 : Captain Salvation de John S. Robertson
- 1928 : Un soir à Singapour (Across to Singapore) de William Nigh
- 1928 : Cadet d'eau douce (Steamboat Bill Jr.) de Buster Keaton et Charles Reisner
- 1928 : Les Cosaques (The Cossacks) de George William Hill
- 1929 : Coureur (Speedway) de Harry Beaumont
- 1929 : Le Pont du roi Saint-Louis (The Bridge of San Luis Rey) de Charles Brabin
- 1929 : Les Nuits du désert (Desert Nights) de William Nigh
- 1930 : Sweet Kitty Bellairs (Sir Jasper Standish) de Alfred E. Green
- 1931 : L'Attaque de la caravane (Fighting Caravans) de Otto Brower et David Burton
- 1931 : Le Grand Amour (The Great Lover) de Harry Beaumont
- 1931 : Pur-sang (Sporting Blood) de Charles Brabin
- 1931 : New Adventures of Get Rich Quick Wallingford de Sam Wood
- 1932 : Sherlock Holmes (Sherlock Holmes) de William K. Howard
- 1933 : Le Long des quais (I cover the Waterfront) de James Cruze